# Ildikó Keresztes
Dans le nom hongrois Keresztes Ildikó, le nom de famille précède le prénom, mais cet article utilise l’ordre habituel en français Ildikó Keresztes, où le prénom précède le nom.

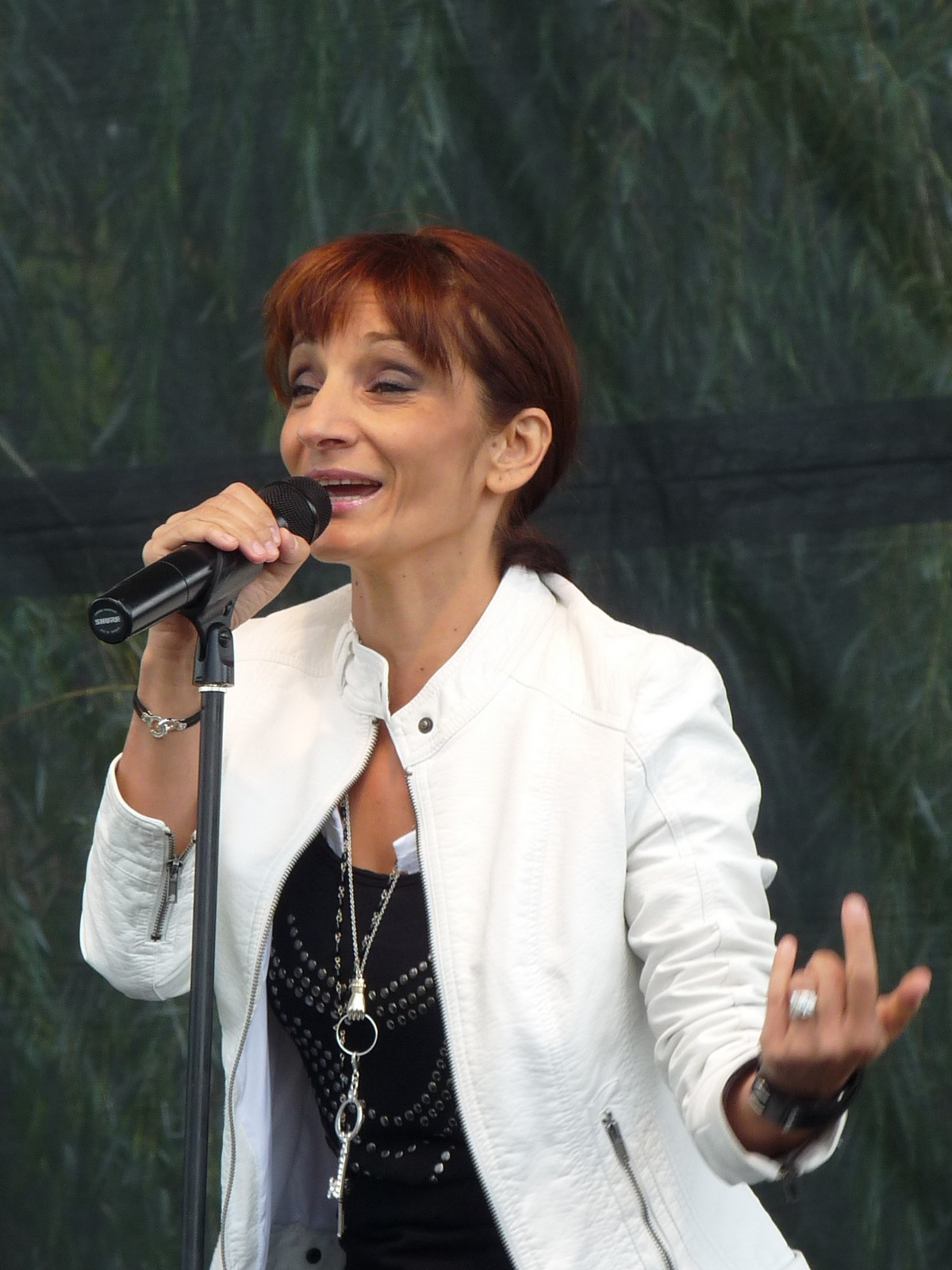
En 2010 lors d'un concert à Békásmegyer.

Ildikó Keresztes (née le 8 août 1964 à Târgu Mureș, Roumanie) est une chanteuse, actrice et musicienne hongroise.

## Biographie
Elle a participé à 3 Musketiers (en), adaptation musicale des Trois mousquetaires. Elle a aussi joué dans une mise en scène de Fleur de cactus ou de La Mélodie du bonheur.
Elle a joué sur plusieurs scènes, du Papp László Budapest Sportaréna au Margitszigeti Szabadtéri Színpad (hu).
Elle a représenté la Hongrie au Concours de l'Eurovision 2013 et a été candidate à la sélection en 2015.
De 2010 à 2012, elle a participé à la version hongroise de X Factor, X-Faktor (hu).
De 1999 à 2007, elle a accompagné Omega lors de ses tournées.
De 1987 à 2012, elle a été en couple avec Kicska László (hu).

## Discographie
- 1999 : Nem tudod elvenni a kedvem (hu)
- 2001 : Nekem más kell (hu)
- 2008 : Minden, ami szép volt (hu)
- 2010 : Csak játszom (hu)
- 2011 : A démon, aki bennem van (hu)
- 2016 : Most (Keresztes Ildikó-lemez) (hu)

## Groupes
- Rózsaszín Bombázók (hu)
- Keresztes Ildikó Band (hu)
- Kormorán (együttes) (hu)